# 1991-es UNCAF-nemzetek kupája
Az UNCAF-nemzetek kupája, avagy a közép-amerikai nemzetek kupája 1991-ben első alkalommal került kiírásra és az 1991-es CONCACAF-aranykupa selejtezőjeként szolgált. Az UNCAF hét tagállama közül csak Belize nem indult.
A kupa két körből állt: egy selejtezőből és egy döntő csoportkörből. A döntő csoportkörbe kiemelt Guatemala és a rendező Costa Rica mellé a selejtező oda-visszavágós rendszerű párosításainak győztesei kerültek. Az első UNCAF-nemzetek kupáját a rendező ország, Costa Rica nyerte.

## Selejtező
Öt év után a nemzetközi porondra visszatérő Nicaraguai labdarúgó-válogatott mindkét selejtező mérkőzését elveszítette Salvadorral szemben, így a 16 éves, 1975 márciusa óta tartó nyeretlenségi sorozatuk nem szakadt meg.
| 1991. április 18. |

| Nicaragua   | 2–3 | Salvador                 |
| ----------- | --- | ------------------------ |
| Bendaña (2) |     | Díaz Arce 25' Rivera 43' |

| Managua |

| 1991. április 25. |

| Salvador                | 2–0 | Nicaragua |
| ----------------------- | --- | --------- |
| Jo. Rodríguez Díaz Arce |     |           |

| Estadio Cuscatlán, San Salvador Nézőszám: 2000 Játékvezető: Meléndez (guatemalai) |

Továbbjutott Salvador 5–2-es összesítéssel.
A párosítás panamai odavágóján a hazai csapat 4 éves nyeretlenségi sorozata szakadt meg. A visszavágón mindvégig lelkesen küzdő panamaiak azonban alulmaradtak jóval esélyesebb hondurasi ellenfelükkel szemben.
| 1991. május 12. |

| Panama                         | 2–0   | Honduras |
| ------------------------------ | ----- | -------- |
| J. Dely Valdés 14' Piggott 53' | (1–0) |          |

| Estadio Revolución, Panamaváros Nézőszám: 10 000 Játékvezető: Ulloa (Costa Rica-i) |

| 1991. május 18. |

| Honduras            | 3–0   | Panama |
| ------------------- | ----- | ------ |
| Vallejo 64' 70' 82' | (0–0) |        |

| Estadio Francisco Morazán, San Pedro Sula Nézőszám: 21 000 Játékvezető: P. Guevara (salvadori) |

Továbbjutott Honduras 3–2-es összesítéssel.

## A torna
A döntő csoportkörben a csapatok körmérkőzéses rendszerben mérkőztek meg egymással. A dobogón végzett csapatok indulhattak az 1991-es CONCACAF-aranykupán. A mérkőzéseket a Costa Rica-i San Juanban rendezték.
Costa Rica mindvégig esélyeshez méltón szerepelt, és az összes mérkőzését megnyerte úgy, hogy mindössze egy gólt kapott: csak a salvadoriak kiválósága Raúl Díaz Arce talált be Gabelo Conejo kapujába. A torna legnagyobb érdekessége, hogy a még továbbjutást jelentő harmadik helyet rúgott gól nélkül a kiemelt Guatemalai labdarúgó-válogatott szerezte meg.
| #  | Csapat     | J | Gy | D | V | Rg | Kg | Gk | P |
| -- | ---------- | - | -- | - | - | -- | -- | -- | - |
| 1. | Costa Rica | 3 | 3  | 0 | 0 | 10 | 1  | +9 | 6 |
| 2. | Honduras   | 3 | 1  | 1 | 1 | 2  | 3  | -1 | 3 |
| 3. | Guatemala  | 3 | 0  | 2 | 1 | 0  | 1  | -1 | 2 |
| 4. | Salvador   | 3 | 0  | 1 | 2 | 2  | 9  | -7 | 1 |

| 1991. május 26. |

| Costa Rica            | 2–0   | Honduras |
| --------------------- | ----- | -------- |
| R. Gómez 11' Jara 52' | (1–0) |          |

| Estadio Nacional, San Juan Nézőszám: 15 000 Játékvezető: Castellanos (mexikói) |

| 1991. május 26. |

| Guatemala | 0–0 | Salvador |
| --------- | --- | -------- |
|           |     |          |

| Estadio Nacional, San Juan (Costa Rica) Nézőszám: 11 000 Játékvezető: Mauro (USA) |

| 1991. május 29. |

| Costa Rica                                                   | 7–1   | Salvador                  |
| ------------------------------------------------------------ | ----- | ------------------------- |
| Jara 17' 41' 48' L. Flores 21' R. Gómez 66' N. Gómez 63' 89' | (3–1) | Díaz Arce 16' Salazar 69′ |

| Estadio Nacional, San Juan Nézőszám: 10 000 Játékvezető: Success (Antigua és Barbuda-i) |

| 1991. május 29. |

| Honduras | 0–0 | Guatemala |
| -------- | --- | --------- |
|          |     |           |

| Estadio Ricardo Sparissa, San Juan (Costa Rica) Nézőszám: 10 000 Játékvezető: Ulloa (Costa Rica-i) |

| 1991. június 2. |

| Costa Rica | 1–0   | Guatemala |
| ---------- | ----- | --------- |
| Jara 32'   | (1–0) |           |

| Estadio Nacional, San Juan Nézőszám: 16 500 Játékvezető: Fuentes (hondurasi) |

| 1991. június 2. |

| Honduras                 | 2–1   | Salvador   |
| ------------------------ | ----- | ---------- |
| Espinoza 54' Machado 58' | (0–0) | Rivera 77' |

| Estadio Nacional, San Juan (Costa Rica) Nézőszám: 15 000 Játékvezető: Meléndez (guatemalai) |

| 1991-es UNCAF-nemzetek kupája bajnoka: |
| -------------------------------------- |
| COSTA RICA 1. cím                      |

### Góllövőlista
| #  | Játékos                 | Ország     | Gól |
| -- | ----------------------- | ---------- | --- |
| 1. | Claudio Jara            | Costa Rica | 5   |
| 2. | Norman Gómez            | Costa Rica | 2   |
| 2. | Róger Gómez             | Costa Rica | 2   |
| 3. | Raúl Díaz Arce          | Salvador   | 1   |
| 3. | Juan Carlos Espinoza    | Honduras   | 1   |
| 3. | Leonidas Loony Flores   | Costa Rica | 1   |
| 3. | Gilberto Leonel Machado | Honduras   | 1   |
| 3. | José Guillermo Rivera   | Salvador   | 1   |